# 색스부르흐
색스부르흐(Seaxburh)는 웨식스의 여왕이다. 원래 서색슨인의 왕 첸왈흐의 왕비였으나 672년 첸왈흐 사후부터 1~2년 동안 웨식스를 통치하였다. 앵글로색슨 연대기에서도 그녀의 즉위식에 대해 '올해에 첸왈흐 왕이 죽고 그의 왕비 색스부르흐가 1년 동안 통치했다.' 언급하고 있는데, 앵글로색슨 잉글랜드에서 여성이 나라를 통치하는 것은 극히 드문 일이었고 그녀는 왕위에 오른 유일한 여성 중 한 명이었다.
그러나 베다는 첸왈흐 사후에 "하급왕이 스스로 왕국의 정부를 차지했다"고 말했으며, 따라서 연대기 작성자는 복잡한 상황을 정리했을 수 있다. 베다는 색스부르흐를 첸왈흐가 자신의 첫번재 아내였던 머시아 국왕 펜다의 누이를 버린 후 새로 얻은 무명의 아내로서 언급하는데, 베다가 색스부르흐에 대한 언급을 의도적으로 생략한 것은 색스부르흐가 첸왈흐와 결혼하고 이를 통해 왕위를 계승한 것을 불법으로 간주했기 때문이다.
색스부르흐는 674년 첸왈흐의 증조부인 체올울프의 후손인 애스위네에게 왕위를 물려주었다.

## 같이 보기
- 서색슨인의 왕